# Сьверче (гміна)
Гміна Сьверче (пол. Gmina Świercze) — сільська гміна у центральній Польщі. Належить до Пултуського повіту Мазовецького воєводства.
Станом на 31 грудня 2011 у гміні проживало 4740 осіб.

## Площа
Згідно з даними за 2007 рік площа гміни становила 93.04 км², у тому числі:
- орні землі: 84.00%
- ліси: 8.00%

Таким чином, площа гміни становить 11.23% площі повіту.

## Населення
Станом на 31 грудня 2011:
| Опис     | Загалом | Загалом | Чоловіки | Чоловіки | Жінки | Жінки |
| -------- | ------- | ------- | -------- | -------- | ----- | ----- |
| одиниця  | осіб    | %       | осіб     | %        | осіб  | %     |
| все      | 4740    | 100     | 2405     | 50.74    | 2335  | 49.26 |
| міське   | 0       | 100     | 0        |          | 0     |       |
| сільське | 4740    | 100     | 2405     | 50.74    | 2335  | 49.26 |

## Сусідні гміни
Гміна Сьверче межує з такими гмінами: Вінниця, Ґзи, Насельськ, Нове Място, Сонськ.